# Slalom (film, 1965)
Pour les articles homonymes, voir Slalom.

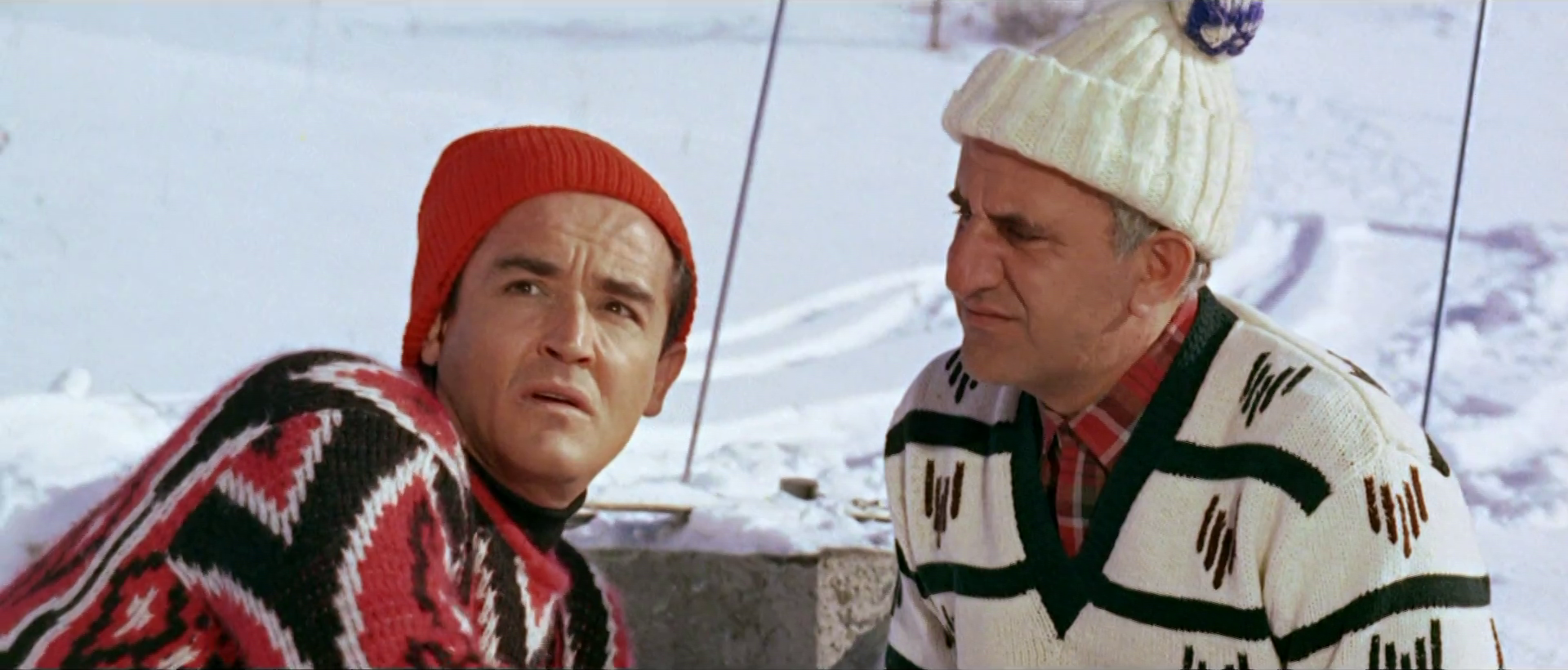
Image du film italien Slalom avec Vittorio Gassman et Adolfo Celi.

Slalom est un film italien réalisé par Luciano Salce, sorti en 1965.

## Distribution
- Vittorio Gassman : Lucio Ridolfi
- Adolfo Celi : Riccardo
- Daniela Bianchi : Nadia
- Beba Loncar : Helen
- Lobna Abdel Aziz : Fahra l’Égyptien
- Emma Danieli : Hilde
- Corrado Olmi : le consul italien
- Bob Oliver : George
- Nagwa Fouad : Nabila
- Isabella Biagini : Simonetta
- Piero Vida

## Autour du film
Le film a été tourné à Sestrières et au Caire.